# 圣詹理斯堂 (纽伦堡)
圣詹理斯堂（Egidienskirche）是德国南部城市纽伦堡的一座信义宗教堂，位于圣詹理斯广场（Egidienplatz），它被认为是中弗兰肯一座杰出的巴洛克教会建筑。

## 历史

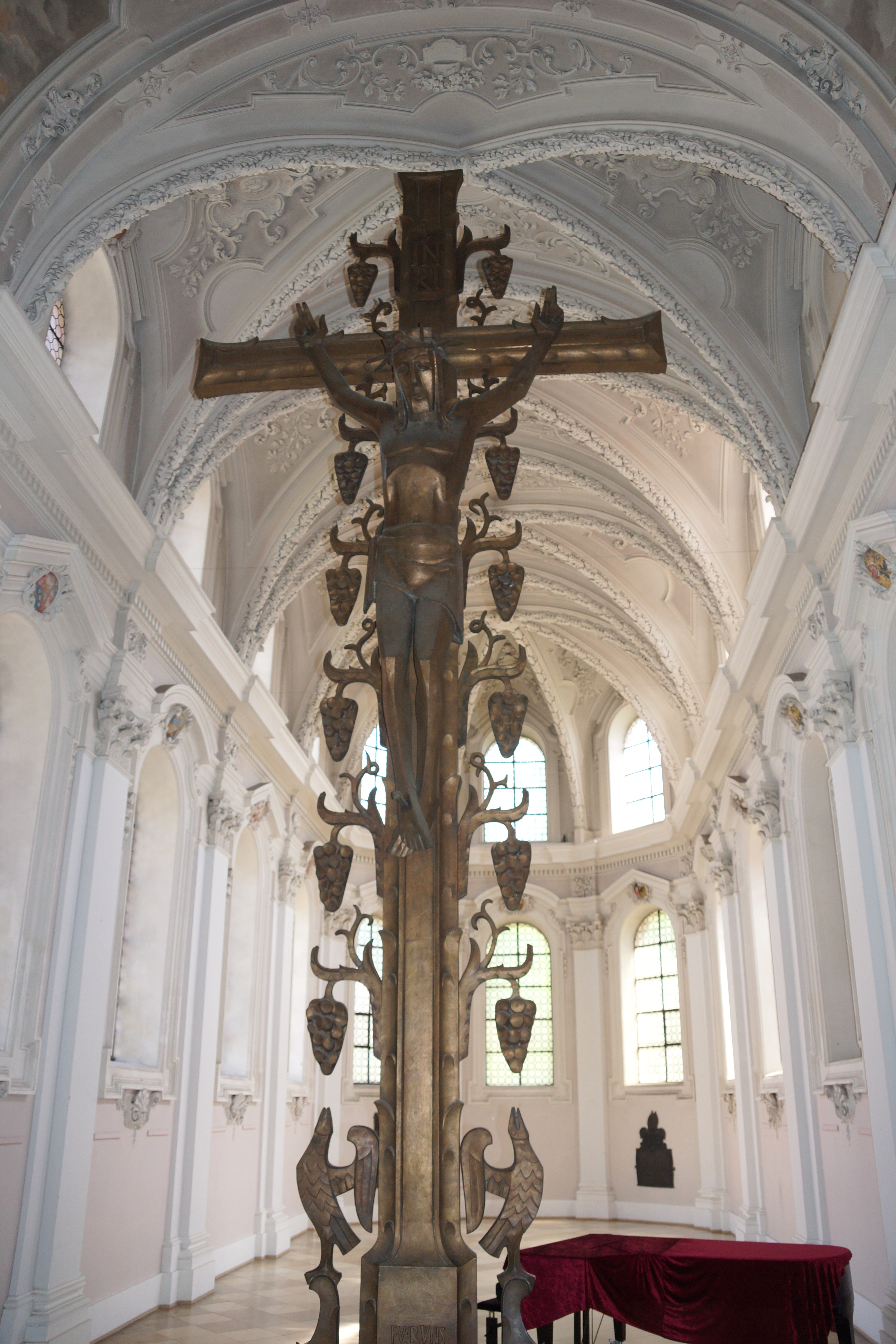
The bronze crucifix by Rudolf Gröschel of 1963

该堂最初建于1120/1130年，拥有皇家教堂身份。此后为本笃会修道院。1525年宗教改革以后修道院解散。1696年7月6日，教堂被大火摧毁，此后重建为巴洛克风格。1711年10月14日奠基。这是18世纪纽伦堡最大的建筑工程。
1945年1月2日，在二战末期，该堂在空袭中严重受损，战后1946-1959年间重建。
49°27′24″N 11°04′53″E / 49.4566°N 11.0815°E